# Џон Макадам
Џон Лаудон Макадам (енгл. John Loudon McAdam; Ејр, 21. септембар 1756 — Мофат, 26. новембар 1836) је био шкотски конструктор и инжењер, конструктор макадамског пута.
Бавио се развојем путева и на своју руку вршио експерименте. Од 1827. је генерални инспектор путева у Уједињеном Краљевству.
Макадамски пут је његова конструкција. Састојао се од два слоја туцаника (дебљине 15-25 центиметара) у уваљаном стању. Доњи слој је од мекшег и крупнијег туцаника (дебљина слоја 9–14 cm, туцаник 6–8 cm). Горњи слој се састојао од ситнијег и чвршћег туцаника, дебљине 6-11 cm, а величине туцаника 3–6 cm. Овај начин градње путева добија назив „макадамски”.
Макадам 1819. објаављује студију о градњи и поправци путева (Practical Essay on the Scientific Repair and Preservation of Roads) а 1820. о стању путоградње (Present State of Road-making).